# Cuciulata
Cuciulata (en allemand Katscheloden, en hongrois Kucsuláta) est un village du județ de Brașov faisant partie de la commune de Hoghiz, en Transylvanie, Roumanie. Il compte 1 335 habitants.

## Personnalités liées à la commune
- Gheorghe Buzdugan
- Sonia Cluceru
- Viorel Morariu, joueur de rugby à XV international de 1953 à 1964
- Aron Pumnul
- Vasile Strimbu